# Pavilion Kuala Lumpur
El Pavilion Kuala Lumpur es un centro comercial ubicado en el distrito de Bukit Bintang en Kuala Lumpur, Malasia. Fue construido en el antiguo emplazamiento de la escuela femenina Bukit Bintang, la escuela más antigua de Kuala Lumpur, que se trasladó a Cheras como Sekolah Seri Bintang Utara en el 2000, Inaugurado el 20 de septiembre de 2007,  consta de cuatro componentes principales: un centro comercial al por menor, una torre de oficinas, dos viviendas y un hotel en proyecto.